# Вікторія Готті
Вікторія Готті (англ. Victoria Gotti) — американська письменниця та телеведуча. Вона найбільш відома як донька боса мафії злочинної родини Гамбіно Джона Готті.

## Раннє життя
Вікторія Готті народилася 27 листопада 1962 року в Брукліні, Нью-Йорк. Її батьки — мафіозний бос Джон Готті та Вікторія (ДіДжорджіо) Готті, батько яких мав італійське походження, а мати — наполовину італійка, наполовину російського походження. Готті виросла в двоповерховому будинку в Говард-Біч, штат Нью-Йорк, разом зі своїми чотирма братами і сестрами, серед яких брат Джон А. Готті, сестра Енджел і її молодший брат Френк, якого вона називала своєю «маленькою лялечкою».

## Кар'єра

### Письменницька діяльність
Вікторія Ґотті була колумністом New York Post і репортером WNYW, нью-йоркської Fox Television Network.
У 1995 році Готті написала свою першу книгу «Жінки та пролапс мітрального клапана», яка була натхненна і задокументована її власною боротьбою з хворобою. У 1997 році вона опублікувала свій детективний роман «Дочка сенатора», за яким послідували інші: «Я буду стежити за тобою» (1998), «Суперзірка» (2000) та «Гаряча італійська страва» (2006). Крім того, вона написала мемуари "Ця моя сім'я: Як це було — рости Ґотті (2009).

### Телебачення
З серпня 2004 року по грудень 2005 року Готті була зіркою Growing Up Gotti, американського реаліті-серіалу на телеканалі A&E Network, у якому вона знімалася зі своїми трьома синами. У серпні 2005 року, за кілька днів до прем'єри третього сезону Growing Up Gotti, Готті заявила, що у неї рак грудей. Однак після того, як різні засоби масової інформації її звинуватили у фальсифікації її хвороби, незабаром після першого оголошення вона визнала, що в грудях у неї були передракові клітини, а не справжній діагноз.
На початку 2012 року Готті стала одним з 18 учасників американського реаліті-шоу Celebrity Apprentice, прем'єра якого відбулася 19 лютого. Готті вибула на другому тижні конкурсу.
22 вересня 2013 року Готті з'явилася гостю на шоу «Справжні домогосподарки Нью-Джерсі» разом з актрисою Терезою Джудіче в епізоді 5 сезону «Hair We Go Again» Вона знову з'явилася на шоу в епізоді 6 сезону «Троянди червоні, Діна синя», прем'єра якого відбулася 24 серпня 2014 року.
У грудні 2014 року Готті з'явилася в епізоді «Storm A-Brewin'» п'ятого сезону реаліті-шоу «Дружини мафіозі» на каналі VH1. Незважаючи на те, що в радіоінтерв'ю 2012 року вона розкритикувала достовірність цього шоу, назвавши його «катастрофою» і «несправжнім», Готті з'явилася в епізоді для сцени, в якій учасниця шоу Анджела Райола просить її поради, як вирішити свої конфлікти з близьким оточенням.
9 лютого 2019 року на телеканалі Lifetime вийшов документальний фільм «Вікторія Ґотті: дочка мого батька» з Челсі Фрей у ролі Вікторії Ґотті та Морісом Бенаром у ролі Джона Ґотті. Вікторія Готті виступає оповідачем, співавтором та виконавчим продюсером цього фільму.

## Особисте життя
У 1984 році Аньєлло одружився з Вікторією, незважаючи на несхвалення її батьків. У пари народилося троє синів: Кармін, Джон і Френк. Сім'я жила в особняку в Олд-Вестбері, штат Нью-Йорк, який у 2004 році став місцем зйомок реаліті-серіалу «Дорослішання Готті» (Growing up Gotti).
У 2003 році, коли Аньєлло перебував у в'язниці, Вікторія Готті розлучилася з ним на підставі конструктивного розлучення
У травні 2009 року було затверджено звернення стягнення на особняк вартістю 3,2 мільйони доларів, який Готті отримала в рамках розлучення з Карміном Аньєлло.